# 凯瑟琳·基纳
凯瑟琳·安·基纳（英語：Catherine Ann Keener，1959年3月26日—）是美国女演员。她曾在独立电影中饰演心怀不满、忧郁但又富有同情心的女性，并在制片厂电影中担任配角。她曾两次获得奥斯卡最佳女配角奖提名，分别是《傀儡人生》 (1999) 和她在《卡波特》(2005) 中饰演作家哈珀·李。
基纳还在电影《40岁的老處男》（2005）、 《荒野求生》（2007 ）、《紐約浮世繪》（2008）、《波西·傑克森：神火之賊》 （2010）中出演真人角色。和《逃出絕命鎮》 (2017)，以及在《超人特攻隊2》(2018) 中担任主演。她曾出演过導演Nicole Holofcener的前五部电影。 她还参演了導演Tom Dicillo的前四部电影，以及斯派克·琼斯执导的三部电影。她从2018年到2020年，主演了Showtime電視網情節喜剧系列《Kidding》。

## 外部連結
- Catherine Keener在互联网电影资料库（IMDb）上的資料（英文）
- 在AllMovie上凯瑟琳·基纳的頁面（英文）